# オルトギ酸
オルトギ酸（オルトぎさん、英: Orthoformic acid）またはメタントリオール（英: Methanetriol）は化学式CH4O3で表される化合物である。炭素が1個の水素と3個の水酸基と結合している。
オルトギ酸は不安定な化合物であり、即座にギ酸と水に分解すると考えられていたため、単離や観測は不可能で仮説上の化合物であるとされてきた。しかし、2024年に発表された研究により、凍結させたメタノールと酸素の混合物に電子線を照射すると、質量分析によって同定・観測が可能であることが示された。

## エステル
オルトギ酸のエステルは良く知られており、市販もされている。これらの化合物はアセタールのように塩基性条件では安定であるが、酸性条件下では簡単に加水分解され、アルコールとギ酸エステルに分解される。こうした化合物は穏やかな脱水剤として用いられ、オルトギ酸トリメチルやオルトギ酸トリエチル、オルトギ酸トリイソプロピルなどが知られている。